# Heluan (muhafaza)

Położenie muhafazy Heluan na mapie kraju

Heluan (arab. حلوان) – muhafaza w Egipcie istniejąca w latach 2008–2011. Leżała na południe od muhafazy Kair, jej stolicą było miasto Heluan. Została utworzona 18 kwietnia 2008 roku dekretem prezydenta Husniego Mubaraka w celu odciążenia gęsto zaludnionego Kairu. W kwietniu 2011 roku, po ustąpieniu Mubaraka z urzędu, rozwiązano ją i ponownie włączono w skład muhafazy Kair.